# Šalková (przystanek kolejowy)
Šalková – przystanek kolejowy znajdujący się w mieście Bańska Bystrzyca na linii kolejowej 172 Banská Bystrica – Červená Skala w kraju bańskobystrzyckim na Słowacji.